# UEFA Super Cup 2019
De UEFA Super Cup 2019 was de 44e editie van de UEFA Super Cup. Liverpool FC, winnaar van de UEFA Champions League 2018/19, nam het op tegen Chelsea FC, winnaar van de UEFA Europa League 2018/19. De wedstrijd werd gespeeld op 14 augustus 2019 in het Vodafone Park in Istanbul.

## Teams
| Team      | Kwalificatie                          | Datum kwalificatie | Vorige deelname              |
| --------- | ------------------------------------- | ------------------ | ---------------------------- |
| Liverpool | Winnaar UEFA Champions League 2018/19 | 1 juni 2019        | 1977, 1978, 1984, 2001, 2005 |
| Chelsea   | Winnaar UEFA Europa League 2018/19    | 29 mei 2019        | 1998, 2012, 2013             |

## Wedstrijd

### Wedstrijddetails
|                              |                                                                           |              |                                                         |                                                                                 |
| 14 augustus 2019 21:00 UTC+2 | Liverpool FC                                                              | 2 – 2 (n.v.) | Chelsea FC                                              | Vodafone Park, Istanbul Toeschouwers: 38.434 Scheidsrechter: Stéphanie Frappart |
| 14 augustus 2019 21:00 UTC+2 | Sadio Mané 48', 95'                                                       | Verslag      | 36' Olivier Giroud 101' (pen.) Jorginho                 | Vodafone Park, Istanbul Toeschouwers: 38.434 Scheidsrechter: Stéphanie Frappart |
| 14 augustus 2019 21:00 UTC+2 | Strafschoppen                                                             |              |                                                         | Vodafone Park, Istanbul Toeschouwers: 38.434 Scheidsrechter: Stéphanie Frappart |
| 14 augustus 2019 21:00 UTC+2 | Roberto Firmino Fabinho Divock Origi Trent Alexander-Arnold Mohamed Salah | 5 – 4        | Jorginho Ross Barkley Mason Mount Emerson Tammy Abraham | Vodafone Park, Istanbul Toeschouwers: 38.434 Scheidsrechter: Stéphanie Frappart |

1972 · 1973 · 1974 · 1975 · 1976 · 1977 · 1978 · 1979 · 1980 · 1981 · 1982 · 1983 · 1984 · 1985 · 1986 · 1987 · 1988 · 1989 · 1990 · 1991 · 1992 · 1993 · 1994 · 1995 · 1996 · 1997 · 1998 · 1999 · 2000 · 2001 · 2002 · 2003 · 2004 · 2005 · 2006 · 2007 · 2008 · 2009 · 2010 · 2011 · 2012 · 2013 · 2014 · 2015 · 2016 · 2017 · 2018 · 2019 · 2020 · 2021 · 2022 · 2023 · 2024